# Stazione Mario Zucchelli
La stazione Mario Zucchelli (MZS), prima conosciuta come BTN (Baia Terra Nova), è una base scientifica italiana in Antartide operativa dal 1985. È situata in una zona extraterritoriale senza alcuna sovranità nazionale, cosicché dal punto di vista amministrativo-diplomatico ricade nella competenza territoriale dell'ambasciata italiana di Wellington, in Nuova Zelanda.

## Storia

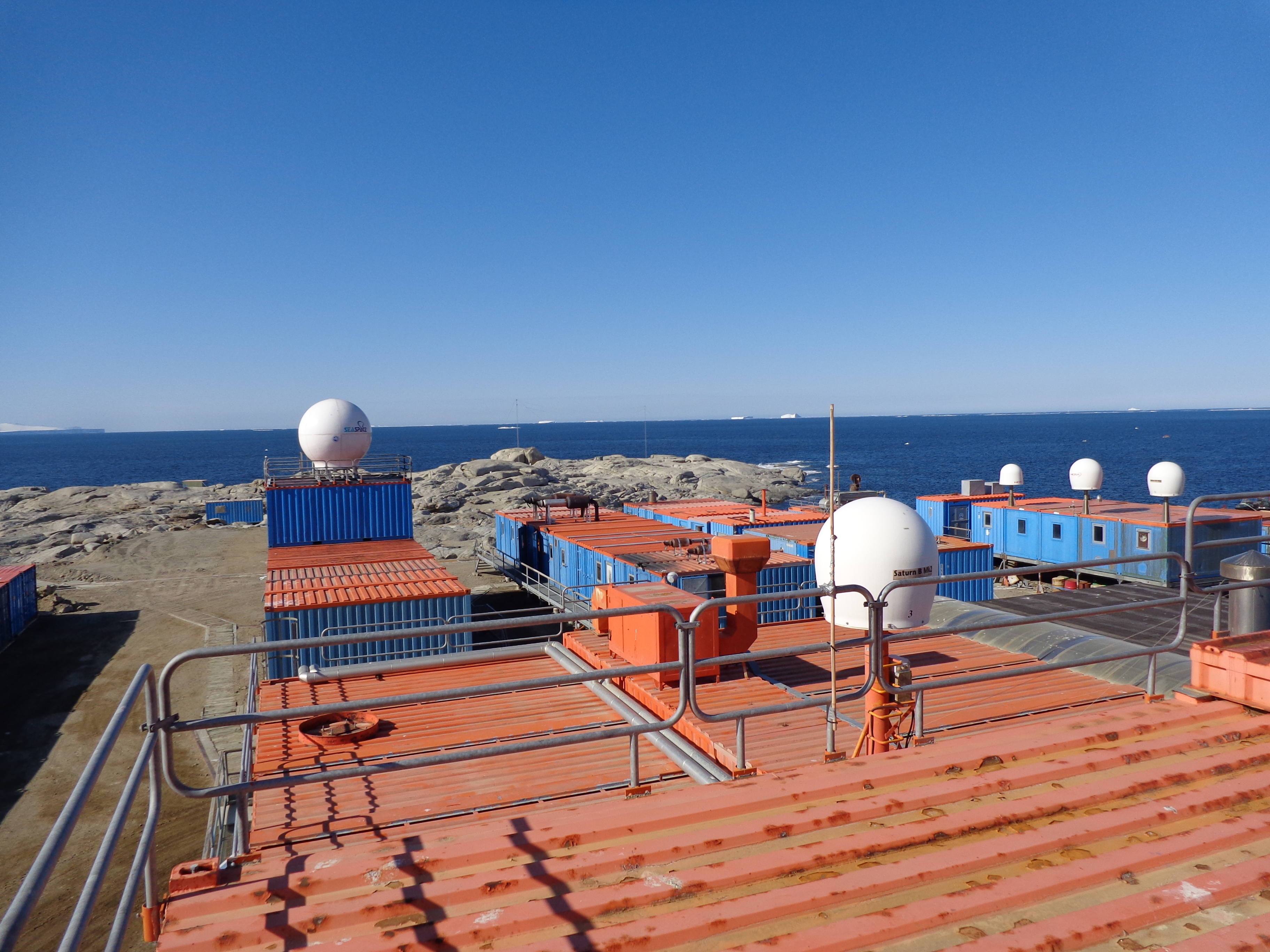
Tetti della stazione

Il primo tentativo di aprire una base in Antartide per ospitarvi una missione scientifica italiana risale agli anni 1958-1959, quando l'idea fu promossa da Silvio Zavatti, che aveva pensato a una localizzazione presso la Terra della Regina Maud o l'Isola Bouvet.
La stazione fu stabilita, invece, nell'area denominata Baia Terra Nova (74° 41' 42" S 164° 7' 23" E), sopra una roccia granitica, nella costa di Scott, vicino alla Tethys Bay. Copre una superficie di circa 7.100 m² a cui, oltre a magazzini, laboratori, impianti, servizi e alloggi, si aggiungono varie unità satelliti dislocate su un'area urbanizzata di circa 50.000 m².
Nel 2004 è stata intitolata a Mario Zucchelli l'ingegnere che è stato alla guida del progetto Antartide (facente parte dell'ENEA), deceduto il 24 ottobre 2003.

## Descrizione
La stazione è operativa nei mesi primaverili ed estivi dell'emisfero australe (da ottobre a febbraio), ma è progettata in modo da sopportare anche un'eventuale permanenza in inverno e offre alloggi e servizi fino a 120 persone. L'edificio principale (con una superficie totale di circa 2000 m²) è costituito da 110 moduli prefabbricati ISO20 disposti su delle palafitte metalliche lungo una pianta a T, con l'ala centrale che si alza su 2 piani e, in corrispondenza dell'incrocio con le ali laterali, si erge sul 3º piano la sala operativa. Per accedervi ci sono due ingressi con vestiboli, da cui si entra nei lunghi corridoi del primo piano, che comprende le aree notte, giorno e laboratori. I dormitori sono costituiti da una serie di moduli, ognuno dei quali comprendente 4 posti letto, con accesso diretto ai corridoi e ai bagni. I corridoi si presentano completamente bui per volere del personale, probabilmente allo scopo di contrastare la costante presenza di luce durante l'estate.
Su un'ala si trova l'infermeria, generalmente con un chirurgo e un anestesista con anche una sala per eventuali interventi di emergenza e sempre in contatto con il Policlinico Gemelli di Roma, mentre nella parte opposta si trovano i locali per il tempo libero. Nella stessa parte si trovano la mensa, con capacità di ospitare contemporaneamente 50 persone, la cucina, con apparecchiature completamente elettriche, e un ulteriore locale per il lavaggio delle stoviglie, ai quali si aggiunge la lavanderia. Al primo piano si trovano anche numerosi laboratori, mentre al secondo, oltre alla biblioteca e sala riunioni, sono ubicati gli uffici del capo stazione, del capo spedizione, del responsabile della sala operativa e del coordinatore scientifico della spedizione. La sala operativa, invece, si trova sulla sommità della stazione ed è costantemente presidiata da operatori e meteorologi per assistere alle attività interne ed esterne alla stazione e provvedere ad eventuali situazioni di emergenza.

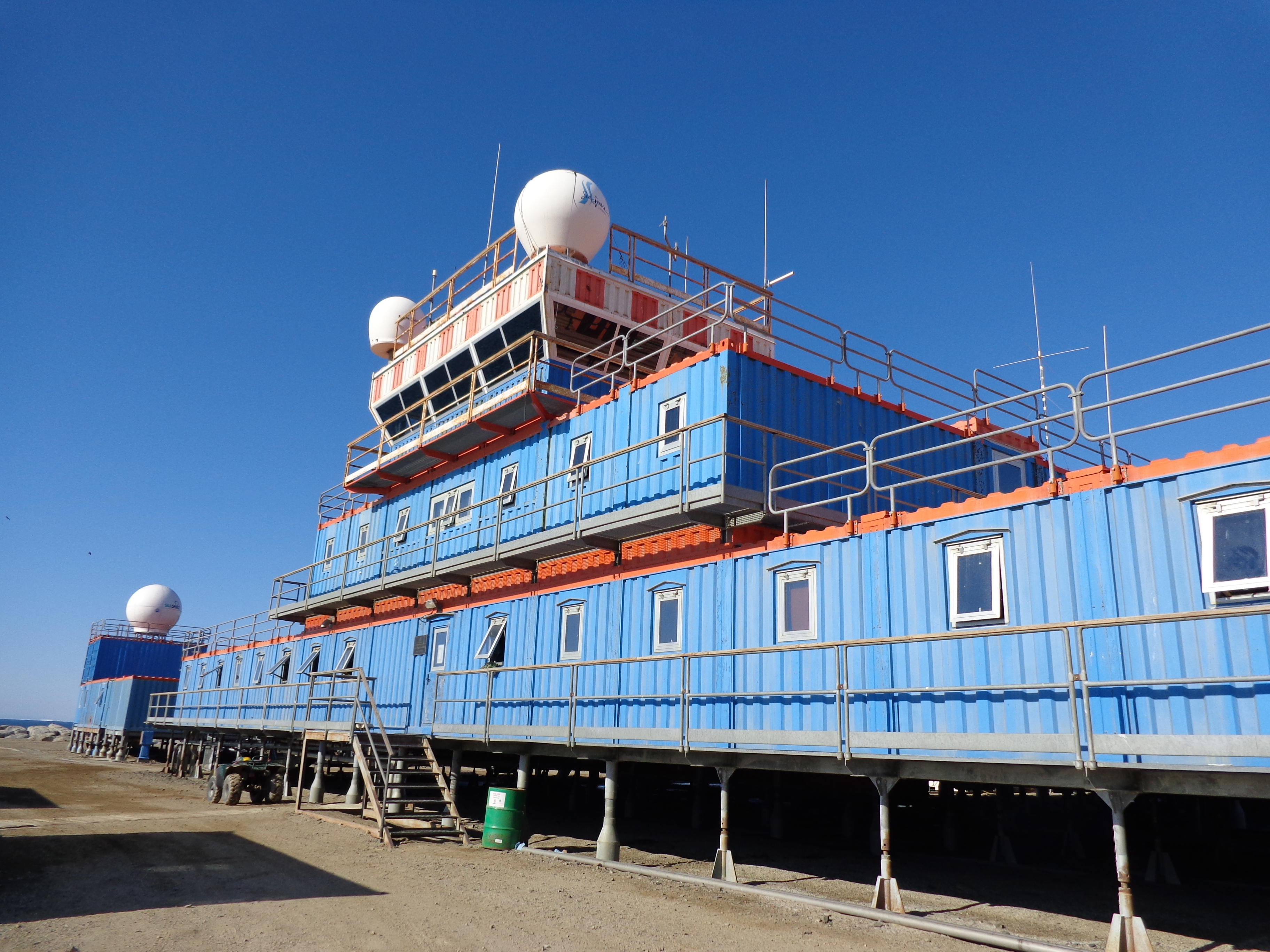
Sala operativa dall'esterno

Attorno al nucleo centrale sono dislocati diversi edifici, anche in legno, arrivando a 7000 m² totali di spazi coperti, tra i quali il Nuovo pinguinattolo, adibito ad attività di tipo sociale e ricovero di emergenza, o i Transiti, per ospitare il personale in transito. A questi edifici si aggiungono una cinquantina di macchine operatrici, come antincendio e di servizio, e altrettanti mezzi di trasporto su neve, su ghiaccio, un paio di battelli e diversi gommoni. Per i velivoli, invece, sono disponibili 3 piattaforme di atterraggio per elicotteri e una pista lunga 3.000 m per aerei quando non possono atterrare con degli sci.

### Alimentazione e servizi
La stazione è alimentata da 3 serbatoi di kerosene da 600.000 l, a cui si aggiungono la centrale elettrica, l'inceneritore, il depuratore delle acque reflue, due liquefattori di gas (azoto ed elio) e il dissalatore, che permette di ricavare l'acqua direttamente dal mare. Grande attenzione viene posta ai rifiuti seguendo una raccolta differenziata, per poi riportarne gran parte in Italia e unirli ai rifiuti urbani. La centrale elettrica dispone di un gruppo di continuità e 4 generatori diesel, dei quali due da 140 kW e due da 300 kW. Nel 2017 è stato fornito dall'ENEA un impianto eolico costituito da 3 torri alte 10 m, composte ciascuna da un rotore di 7 m e turbine tri-pale ad asse verticale di 5 m, che permette di produrre circa 63.000 kWh di energia elettrica all'anno. Nel 2019 è stato realizzato anche un impianto fotovoltaico che, durante la spedizione, ha prodotto 12.000 kWh di energia, permettendo di risparmiare 3700 l di carburante, e si prevede che dalla spedizione successiva sarà in grado di produrne 50.000, pari al 15% del fabbisogno energetico della stazione.

## Attività

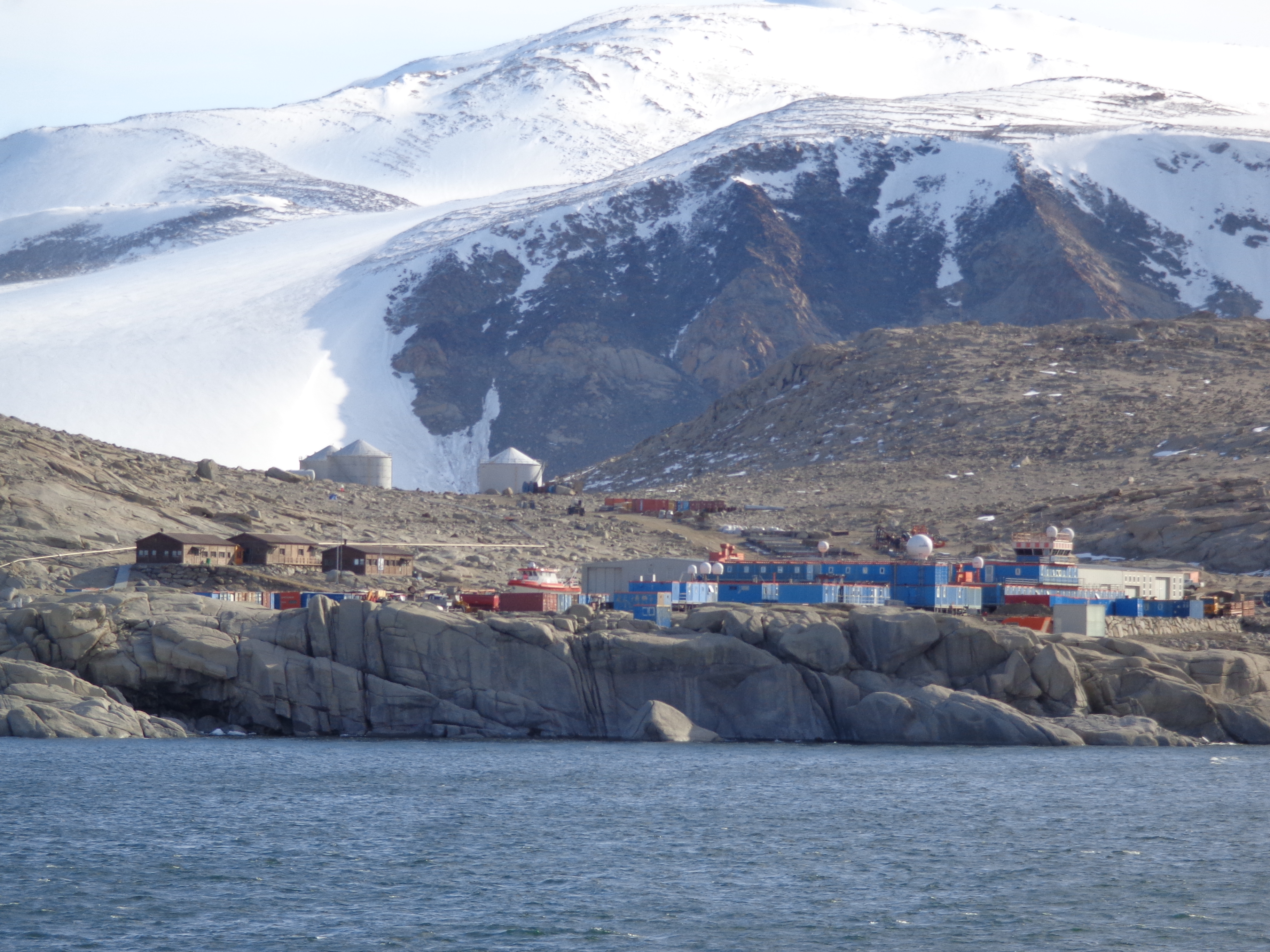
Stazione vista dal mare

La base è operativa durante i mesi primaverili ed estivi dell'emisfero australe (ottobre - febbraio), e rappresenta l'asse funzionale di tutte le attività di ricerca del Programma Nazionale di Ricerche in Antartide (PNRA): attività scientifiche principali, sostegno logistico alla base italo-francese Concordia - Dome C, base di supporto per la nave oceanografica antartica Laura Bassi, punto di partenza delle traverse (attraversate logistiche del continente antartico, su mezzi cingolati, per il trasporto di materiali pesanti) e di coordinamenti dei campi remoti di rilevamento italiani.
Al 2016, è arrivata ad ospitare 31 spedizioni scientifiche (1985-2016), che negli ultimi anni hanno raggiunto una media di 250-300 ricercatori all'anno (solitamente suddivisi in tre periodi di permanenza di circa 40 giorni l'uno).

## Irraggiamento solare
Dato il posizionamento tra il polo sud e il circolo polare antartico, la stazione Zucchelli sperimenta i fenomeni del sole di mezzanotte (circa tra novembre e febbraio, con culmine al solstizio di dicembre) e della notte polare (circa tra maggio e agosto, con culmine al solstizio di giugno); la massima oscurità al mezzogiorno locale - durante il periodo in cui il sole resta sotto l'orizzonte anche durante tutte le ore diurne - è comunque quella del crepuscolo nautico, trovandosi la stazione più vicina al circolo polare che al polo.